# 伊斯科倫山
72°51′S 4°9′W / 72.850°S 4.150°W
伊斯科倫山是南極洲的山峰，位於東部南極洲的毛德皇后地，屬於博格地塊的一部分，該山峰由挪威的製圖師根據測量和空中照片繪入地圖，現時受南極條約體系管理。